# Rallye Kroatien 2022

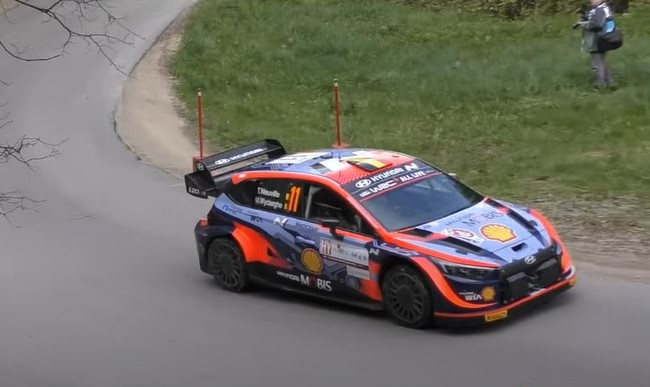
Thierry Neuville belegte den dritten Rang in Kroatien.

Die Rallye Kroatien war der 3. Lauf zur FIA-Rallye-Weltmeisterschaft 2022, sie dauerte vom 21. bis zum 24. April. Insgesamt waren 20 Wertungsprüfungen (WP) geplant, wovon eine abgesagt wurde (WP 15) wegen Sicherheitsbedenken.

## Bericht
Am Freitag beherrschte Kalle Rovanperä die Rallye Kroatien bei Regenwetter und rutschigen Straßen. Bei acht Wertungsprüfungen (WP) fuhr der Toyota-Fahrer die Bestzeit heraus. Am Samstag hatte Rovanperä 1:23 Minuten Vorsprung auf Ott Tänak (Hyundai). Dieser holte immer mehr auf und er kam näher an Rovanperä heran. In der elften WP verlor Rovanperä 54 Sekunden wegen eines Reifenschadens, der Vorsprung schmolz auf 13 Sekunden. Am Samstagnachmittag und in den ersten Wertungsprüfungen am Sonntagmorgen erhöhte er den Vorsprung auf 28,4 Sekunden. Am Sonntag kam erneut der Regen. Während Rovanperä auf harte Trockenreifen setzte, fuhr Tänak mit zwei Regenreifen und zwei weichen Trockenreifen. Tänak übernahm die Führung vor der letzten WP mit einem minimalen Vorsprung von 1,4 Sekunden. Die Entscheidung musste in der letzten WP (Powerstage) fallen. Da fuhr Rovanperä souverän zum Sieg und ließ sich in der WM-Gesamtwertung 25 plus 5 Punkte gutschreiben. Thierry Neuville stand trotz Problemen am Ende der Rallye auf dem Podium der ersten Drei. In der letzten Wertungsprüfung rutschte der Hyundai-Fahrer von der Straße und landete in einem Graben, zwar konnte er sich aus diesem selbst befreien, der rechte Vorderreifen war aber platt und die Funkverbindung zum Team funktionierte nicht mehr. Bereits am Freitag hatte Neuville technische Probleme mit der Lichtmaschine, er kam deshalb vier Minuten zu spät zur Zeitkontrolle. Wegen dieses Problems fuhr Neuville mit 156 km/h, erlaubt waren 80 km/h, über die Verbindungsstrecke zur nächsten WP. Es folgte eine Geldstrafe und eine Minute Strafzeit. Trotz all diesen Widrigkeiten reichte es für den dritten Rang. Bester M-Sport-Fahrer war Craig Breen mit Platz vier. Die anderen Ford Puma Rally1 hatten Pech. Pierre-Louis Loubet musste nach drei Reifenschäden bereits in der zweiten WP aufgeben, bei Adrien Fourmaux trat ein Schaden am Chassis auf. Zwei Reifenschäden am Freitag warfen Gus Greensmith mehr als 10 Minuten zurück. Oliver Solberg flog am Samstagmorgen bei der neunten Wertungsprüfung von der Strecke, der Hyundai i20 N Rally1 ging in Flammen auf. Solberg und Co-Pilot Elliott Edmondson konnten das Fahrzeug glücklicherweise unverletzt verlassen.

## Klassifikationen

### WRC-Gesamtklassement
| WRC |                      |                            |                        |          |           |                 |      |
| 1   | Kalle Rovanperä      | Jonne Halttunen            | Toyota GR Yaris Rally1 | WRC RC1  | 2:48:21.5 | 00:00.0         | 25+5 |
| 2   | Ott Tänak            | Martin Järveoja            | Hyundai i20 N Rally1   | WRC RC1  | 2:48:25.8 | 00:04.3         | 18+4 |
| 3   | Thierry Neuville     | Marijn Wydaeghe            | Hyundai i20 N Rally1   | WRC RC1  | 2:50:42.5 | 02:21.0 02:16.7 | 15   |
| 4   | Craig Breen          | Paul Nagle                 | Ford Puma Rally1       | WRC RC1  | 2:51:28.8 | 03:07.3 00:46.3 | 12+2 |
| 5   | Elfyn Evans          | Scott Martin               | Toyota GR Yaris Rally1 | WRC RC1  | 2:52:07.5 | 03:46.0 00:38.7 | 10+3 |
| 6   | Takamoto Katsuta     | Aaron Johnston             | Toyota GR Yaris Rally1 | WRC RC1  | 2:56:30.0 | 08:08.5 04:22.5 | 8    |
| 7   | Yohan Rossel         | Valentin Sarreaud          | Citroën C3 Rally2      | WRC2 RC2 | 2:58:22.5 | 10:01.0 01:52.5 | 6    |
| 8   | Kajetan Kajetanowicz | Maciej Szczepaniak         | Škoda Fabia Rally2 evo | WRC2 RC2 | 2:59:22.7 | 11:01.2 01:00.2 | 4    |
| 9   | Emil Lindholm        | Reeta Hämäläinen           | Škoda Fabia Rally2 evo | WRC2 RC2 | 2:59:33.4 | 11:11.9 00:10.7 | 2+1  |
| 10  | FIA Nikolai Grjasin  | FIA Konstantin Aleksandrov | Škoda Fabia Rally2 evo | WRC2 RC2 | 3:00:10.0 | 11:48.5 00:36.6 | 1    |

Insgesamt wurden 56 von 63 gemeldeten Fahrzeugen klassiert.

### WRC2
| Rang  | Fahrer               | Co-Pilot           | Auto                   | Klasse   | Zeit      | Rückstand Sieger Rückstand V | Punkte + Power Stage |
| ----- | -------------------- | ------------------ | ---------------------- | -------- | --------- | ---------------------------- | -------------------- |
| 1 (7) | Yohan Rossel         | Valentin Sarreaud  | Citroën C3 Rally2      | WRC2 RC2 | 2:58:22.5 | 00:00.0                      | 25                   |
| 2 (8) | Kajetan Kajetanowicz | Maciej Szczepaniak | Škoda Fabia Rally2 evo | WRC2 RC2 | 2:59:22.7 | 01:00.2                      | 18                   |
| 3 (9) | Emil Lindholm        | Reeta Hämäläinen   | Škoda Fabia Rally2 evo | WRC2 RC2 | 2:59:33.4 | 01:10.9 00:10.7              | 15+3                 |

### WRC3
| Rang   | Fahrer                   | Co-Pilot         | Auto               | Klasse   | Zeit      | Rückstand Sieger Rückstand V | Punkte + Power Stage |
| ------ | ------------------------ | ---------------- | ------------------ | -------- | --------- | ---------------------------- | -------------------- |
| 1 (17) | Lauri Joona              | Mikael Korhonen  | Ford Fiesta Rally3 | WRC3 RC3 | 3:07:24.9 | 00:00.0                      | 25                   |
| 2 (21) | Robert Virves            | Aleks Lesk       | Ford Fiesta Rally3 | WRC3 RC3 | 3:11:32.6 | 04:07.7                      | 18                   |
| 3 (22) | Jean-Baptiste Franceschi | Anthony Gorguilo | Ford Fiesta Rally3 | WRC3 RC3 | 3:12:53.5 | 05:28.6 01:20.9              | 15                   |

## Wertungsprüfungen
Zeitzone MESZ
| Datum     | Zeit  | Nr.                           | WP                                       | Länge                         | Gewinner                                                                       | Co-Pilot                                                                 | Auto | Zeit                                    | Leader          |
| --------- | ----- | ----------------------------- | ---------------------------------------- | ----------------------------- | ------------------------------------------------------------------------------ | ------------------------------------------------------------------------ | --- | --------------------------------------- | --------------- |
| 21. April | 09:01 | —                             | Okić (Shakedown)                         | 3,65 km                       | Kalle Rovanperä                                                                | Jonne Halttunen                                                          | Toyota GR Yaris Rally1                                                                                     | 01:52.5                                 | Kalle Rovanperä |
| 22. April | 08:33 | WP1                           | Mali Lipovec – Grdanjci 1                | 19,20 km                      | Kalle Rovanperä                                                                | Jonne Halttunen                                                          | Toyota GR Yaris Rally1                                                                                     | 12:44.6                                 | Kalle Rovanperä |
| 22. April | 09:26 | WP2                           | Stojdraga – Gornja Vas 1                 | 20,77 km                      | Kalle Rovanperä                                                                | Jonne Halttunen                                                          | Toyota GR Yaris Rally1                                                                                     | 13:14.2                                 | Kalle Rovanperä |
| 22. April | 10:19 | WP3                           | Krašić – Vrškovac 1                      | 11,11 km                      | Elfyn Evans                                                                    | Scott Martin                                                             | Toyota GR Yaris Rally1                                                                                     | 06:08.0                                 | Kalle Rovanperä |
| 22. April | 11:32 | WP4                           | Pećurkovo Brdo – Mrežnički Novaki 1      | 9,11 km                       | Kalle Rovanperä                                                                | Jonne Halttunen                                                          | Toyota GR Yaris Rally1                                                                                     | 05:11.2                                 | Kalle Rovanperä |
| 22. April | 13:22 | Service Park Zagreb (40 Min.) | Service Park Zagreb (40 Min.)            | Service Park Zagreb (40 Min.) | Service Park Zagreb (40 Min.)                                                  | Service Park Zagreb (40 Min.)                                            | Service Park Zagreb (40 Min.)                                                                              | Service Park Zagreb (40 Min.)           | Kalle Rovanperä |
| 22. April | 15:05 | WP5                           | Mali Lipovec – Grdanjci 2                | 19,20 km                      | Kalle Rovanperä                                                                | Jonne Halttunen                                                          | Toyota GR Yaris Rally1                                                                                     | 13:00.9                                 | Kalle Rovanperä |
| 22. April | 15:58 | WP6                           | Stojdraga – Gornja Vas 2                 | 20,77 km                      | Kalle Rovanperä                                                                | Jonne Halttunen                                                          | Toyota GR Yaris Rally1                                                                                     | 13:32.8                                 | Kalle Rovanperä |
| 22. April | 16:51 | WP7                           | Krašić – Vrškovac 2                      | 11,11 km                      | Kalle Rovanperä                                                                | Jonne Halttunen                                                          | Toyota GR Yaris Rally1                                                                                     | 06:10.5                                 | Kalle Rovanperä |
| 22. April | 18:04 | WP8                           | Pećurkovo Brdo – Mrežnički Novaki 2      | 9,11 km                       | Thierry Neuville                                                               | Marijn Wydaeghe                                                          | Hyundai i20 N Rally1                                                                                       | 05:27.9                                 | Kalle Rovanperä |
| 22. April | 19:34 | Service Park Zagreb (45 Min.) | Service Park Zagreb (45 Min.)            | Service Park Zagreb (45 Min.) | Service Park Zagreb (45 Min.)                                                  | Service Park Zagreb (45 Min.)                                            | Service Park Zagreb (45 Min.)                                                                              | Service Park Zagreb (45 Min.)           | Kalle Rovanperä |
| 23. April | 06:20 | Service Park Zagreb (15 Min.) | Service Park Zagreb (15 Min.)            | Service Park Zagreb (15 Min.) | Service Park Zagreb (15 Min.)                                                  | Service Park Zagreb (15 Min.)                                            | Service Park Zagreb (15 Min.)                                                                              | Service Park Zagreb (15 Min.)           | Kalle Rovanperä |
| 23. April | 07:43 | WP9                           | Kostanjevac – Petruš Vrh 1               | 23,76 km                      | Elfyn Evans                                                                    | Scott Martin                                                             | Toyota GR Yaris Rally1                                                                                     | 13:39.8                                 | Kalle Rovanperä |
| 23. April | 08:41 | WP10                          | Jaškovo – Mali Modruš Potok 1            | 10,10 km                      | Esapekka Lappi                                                                 | Janne Ferm                                                               | Toyota GR Yaris Rally1                                                                                     | 05:52.8                                 | Kalle Rovanperä |
| 23. April | 10:09 | WP11                          | Platak 1                                 | 15,85 km                      | Ott Tänak                                                                      | Martin Järveoja                                                          | Hyundai i20 N Rally1                                                                                       | 09:57.9                                 | Kalle Rovanperä |
| 23. April | 11:38 | WP12                          | Vinski Vrh – Duga Resa 1                 | 8,78 km                       | Thierry Neuville                                                               | Marijn Wydaeghe                                                          | Hyundai i20 N Rally1                                                                                       | 04:39.9                                 | Kalle Rovanperä |
| 23. April | 13:28 | Service Park Zagreb (40 Min.) | Service Park Zagreb (40 Min.)            | Service Park Zagreb (40 Min.) | Service Park Zagreb (40 Min.)                                                  | Service Park Zagreb (40 Min.)                                            | Service Park Zagreb (40 Min.)                                                                              | Service Park Zagreb (40 Min.)           | Kalle Rovanperä |
| 23. April | 15:16 | WP13                          | Kostanjevac – Petruš Vrh 2               | 23,76 km                      | Esapekka Lappi                                                                 | Janne Ferm                                                               | Toyota GR Yaris Rally1                                                                                     | 13:19.8                                 | Kalle Rovanperä |
| 23. April | 16:14 | WP14                          | Jaškovo – Mali Modruš Potok 2            | 10,10 km                      | Esapekka Lappi                                                                 | Janne Ferm                                                               | Toyota GR Yaris Rally1                                                                                     | 05:43.6                                 | Kalle Rovanperä |
| 23. April | 17:42 | WP15                          | Platak 2                                 | 15,85 km                      | abgesagt                                                                       | abgesagt                                                                 | abgesagt                                                                                                   | abgesagt                                | Kalle Rovanperä |
| 23. April | 19:08 | WP16                          | Vinski Vrh – Duga Resa 2                 | 8,78 km                       | Kalle Rovanperä                                                                | Jonne Halttunen                                                          | Toyota GR Yaris Rally1                                                                                     | 04:36.0                                 | Kalle Rovanperä |
| 23. April | 20:28 | Service Park Zagreb (45 Min.) | Service Park Zagreb (45 Min.)            | Service Park Zagreb (45 Min.) | Service Park Zagreb (45 Min.)                                                  | Service Park Zagreb (45 Min.)                                            | Service Park Zagreb (45 Min.)                                                                              | Service Park Zagreb (45 Min.)           | Kalle Rovanperä |
| 24. April | 05:30 | Service Park Zagreb (15 Min.) | Service Park Zagreb (15 Min.)            | Service Park Zagreb (15 Min.) | Service Park Zagreb (15 Min.)                                                  | Service Park Zagreb (15 Min.)                                            | Service Park Zagreb (15 Min.)                                                                              | Service Park Zagreb (15 Min.)           | Kalle Rovanperä |
| 24. April | 07:18 | WP17                          | Trakošćan – Vrbno 1                      | 13,15 km                      | Esapekka Lappi                                                                 | Janne Ferm                                                               | Toyota GR Yaris Rally1                                                                                     | 07:05.8                                 | Kalle Rovanperä |
| 24. April | 08:38 | WP18                          | Zagorska Sela – Kumrovec 1               | 14,09 km                      | Thierry Neuville                                                               | Marijn Wydaeghe                                                          | Hyundai i20 N Rally1                                                                                       | 08:25.8                                 | Kalle Rovanperä |
| 24. April | 10:26 | WP19                          | Trakošćan – Vrbno 2                      | 13,15 km                      | Ott Tänak                                                                      | Martin Järveoja                                                          | Hyundai i20 N Rally1                                                                                       | 08:15.5                                 | Ott Tänak       |
| 24. April | 13:18 | WP20                          | Zagorska Sela – Kumrovec 2 (Power Stage) | 14,09 km                      | 1. Kalle Rovanperä 2. Ott Tänak 3. Elfyn Evans 4. Craig Breen 5. Emil Lindholm | Jonne Halttunen Martin Järveoja Scott Martin Paul Nagle Reeta Hämäläinen | Toyota GR Yaris Rally1 Hyundai i20 N Rally1 Toyota GR Yaris Rally1 Ford Puma Rally1 Škoda Fabia Rally2 evo | 09:01.8 09:07.5 09:23.7 09:24.0 09:27.6 | Kalle Rovanperä |